# Peña Bolística Monte
La Peña Bolística Monte fue una peña de bolos fundada en 1982 en la localidad santanderina de Monte. Entre 1982 y 2007 (fecha de su desaparición) nunca logró ningún título importante en Liga o Copa, pero militó hasta en ocho ocasiones en la Liga Nacional de Bolos, máxima categoría de bolo palma.

## Historia
La Peña Bolística Monte, conocida algunas temporadas como Metavi Monte por cuestión de patrocinio, fue la máxima representante del bolo palma en esta localidad santanderina. Su mejor época data de los años 90, cuando militó durante cinco temporadas consecutivas en la máxima categoría, la Liga Nacional de Bolos, desde 1991 hasta 1995. El quinto puesto logrado en 1992 fue su mejor clasificación.
Posteriormente tuvo una mala época a finales de los 90 en la que la peña militó en Primera Regional y Segunda Especial, hasta que en 2002 volvió a lograr el ascenso a la Liga Nacional, donde militaría otras tres temporadas (2003 a 2005).
Tras su último descenso en 2005, la peña logró el subcampeonato de Primera categoría en 2006, logrando un nuevo ascenso a la Liga Nacional. Sin embargo el 16 de febrero de 2007 la asamblea de la peña decidió ceder sus derechos y fusionarse con la Peña Bolística Torrelavega, cerrando 25 años de historia.

## Palmarés
- Subcampeón de Primera (1): 2006
- 8 temporadas en la Liga Nacional de Bolos: 1991 a 1995, y 2003 a 2005.

## Últimas temporadas de la PB Monte
| Temporada | Categoría     | Puesto | Notas                 |
| --------- | ------------- | ------ | --------------------- |
| 2003      | Liga Nacional | 7º     |                       |
| 2004      | Liga Nacional | 10º    |                       |
| 2005      | Liga Nacional | 12º    | descenso              |
| 2006      | Primera       | 2º     | ascenso; desaparición |